# Claveyson
Claveyson és un municipi francès situat al departament de la Droma i a la regió d'Alvèrnia-Roine-Alps. L'any 2007 tenia 837 habitants.

## Demografia

### Població
El 2007 la població de fet de Claveyson era de 837 persones. Hi havia 307 famílies de les quals 74 eren unipersonals (33 homes vivint sols i 41 dones vivint soles), 111 parelles sense fills, 106 parelles amb fills i 16 famílies monoparentals amb fills.
La població ha evolucionat segons el següent gràfic:
Habitants censats

### Habitatges
El 2007 hi havia 352 habitatges, 310 eren l'habitatge principal de la família, 31 eren segones residències i 11 estaven desocupats. 316 eren cases i 33 eren apartaments. Dels 310 habitatges principals, 235 estaven ocupats pels seus propietaris, 61 estaven llogats i ocupats pels llogaters i 13 estaven cedits a títol gratuït; 3 tenien una cambra, 15 en tenien dues, 40 en tenien tres, 82 en tenien quatre i 170 en tenien cinc o més. 229 habitatges disposaven pel capbaix d'una plaça de pàrquing. A 118 habitatges hi havia un automòbil i a 172 n'hi havia dos o més.

### Piràmide de població
La piràmide de població per edats i sexe el 2009 era:
| Homes | Edats   | Dones |
| ----- | ------- | ----- |
| 0     | 95 o +  | 3     |
| 1     | 90 a 94 | 12    |
| 11    | 85 a 89 | 17    |
| 6     | 80 a 84 | 7     |
| 17    | 75 a 79 | 20    |
| 19    | 70 a 74 | 16    |
| 17    | 65 a 69 | 23    |
| 12    | 60 a 64 | 14    |
| 16    | 55 a 59 | 12    |
| 24    | 50 a 54 | 27    |
| 29    | 45 a 49 | 29    |
| 22    | 40 a 44 | 23    |
| 20    | 35 a 39 | 27    |
| 28    | 30 a 34 | 20    |
| 21    | 25 a 29 | 23    |
| 21    | 20 a 24 | 16    |
| 17    | 15 a 19 | 21    |
| 21    | 10 a 14 | 21    |
| 19    | 5 a 9   | 19    |
| 15    | 0 a 4   | 15    |

## Economia
El 2007 la població en edat de treballar era de 511 persones, 381 eren actives i 130 eren inactives. De les 381 persones actives 336 estaven ocupades (183 homes i 153 dones) i 46 estaven aturades (23 homes i 23 dones). De les 130 persones inactives 41 estaven jubilades, 34 estaven estudiant i 55 estaven classificades com a «altres inactius».

### Ingressos
El 2009 a Claveyson hi havia 324 unitats fiscals que integraven 853,5 persones, la mediana anual d'ingressos fiscals per persona era de 16.350 €.

### Activitats econòmiques
Dels 34 establiments que hi havia el 2007, 1 era d'una empresa extractiva, 1 d'una empresa alimentària, 7 d'empreses de construcció, 7 d'empreses de comerç i reparació d'automòbils, 1 d'una empresa de transport, 4 d'empreses d'hostatgeria i restauració, 1 d'una empresa immobiliària, 2 d'empreses de serveis, 5 d'entitats de l'administració pública i 5 d'empreses classificades com a «altres activitats de serveis».
Dels 14 establiments de servei als particulars que hi havia el 2009, 3 eren tallers de reparació d'automòbils i de material agrícola, 1 paleta, 1 guixaire pintor, 2 fusteries, 1 lampisteria, 1 electricista, 1 empresa de construcció, 1 perruqueria i 3 restaurants.
Dels 2 establiments comercials que hi havia el 2009, 1 era una botiga de menys de 120 m² i 1 una fleca.
L'any 2000 a Claveyson hi havia 45 explotacions agrícoles que ocupaven un total de 650 hectàrees.

## Equipaments sanitaris i escolars
El 2009 hi havia 1 escola elemental i 1 escola elemental integrada dins d'un grup escolar amb les comunes properes formant una escola dispersa.

## Fills il·lustres
- Alexis Fontaine des Bertins (1704-1771), matemàtic.

## Poblacions més properes
El següent diagrama mostra les poblacions més properes.